# هارالد توتشنيج
هارالد توتشنيج (بالألمانية: Harald Totschnig)‏ (و. 1974  م) هو راكب دراجة هوائية نمساوي.

## روابط خارجية
- هارالد توتشنيج على موقع الاتحاد الدولي للدراجات (الإنجليزية)
- هارالد توتشنيج على موقع أرشيف الدراجات (الإنجليزية)
- هارالد توتشنيج على موقع إحصائيات الدراجات الإحترافية (الإنجليزية)
- هارالد توتشنيج على موقع نسبة الدراجات (الإنجليزية)
- هارالد توتشنيج على موقع CycleBase (الإنجليزية)